# Jacinto Antón
Jacinto Antón (Barcelona, 1957) és un periodista català. Llicenciat en periodisme i en interpretació per l'Institut del Teatre, va treballar un temps a les ordres de Lluís Pasqual. Durant els anys 90 va començar a treballar a la secció de cultura d'El País. El 2009 va guanyar el Premi Nacional de Periodisme Cultural que concedeix el Ministeri de Cultura d'Espanya. És autor de Pilotos, caimanes y otras aventuras extraordinarias (RBA, 2009). Presenta el programa de TVE El reportero de la Historia.